# Azteca crassicornis
Azteca crassicornis är en myrart som beskrevs av Carlo Emery 1893. Azteca crassicornis ingår i släktet Azteca och familjen myror. Inga underarter finns listade.